# Palazzo Gangi-Valguarnera

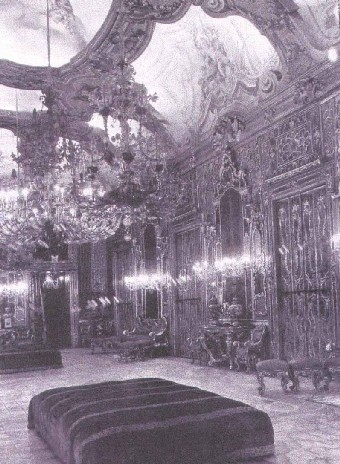
Spiegelsaal im Palazzo Gangi-Valguarnera

Der Palazzo Gangi-Valguarnera ist ein Palast in Palermo. Er liegt an der Piazza Croce dei Vespri im historischen Stadtviertel Kalsa in der Nähe der Galleria d’Arte Moderna.
Der Palast wurde im 18. Jahrhundert im Barockstil errichtet, die Innenausstattung ist im Stil des Rokoko gehalten. Die Rückseite wurde 1913 von Ernesto Basile erneuert. Das Treppenhaus hat einen eigenwilligen Aufbau: Zwei getrennte Treppen führen jeweils um einen quadratischen Schacht in das Obergeschoss.
Im Obergeschoss gibt es eine Reihe prächtiger Säle. Der Ballsaal hat eine mit Stuck verzierte Decke und Fresken von Elia Interguglielmi. Die Decke des Spiegelsaals ist mit Fresken von Gaspare Serenario ausgemalt. Die Säle des Obergeschosses dienten Luchino Visconti als Kulisse für die Ballszene in seinem Film Der Leopard.

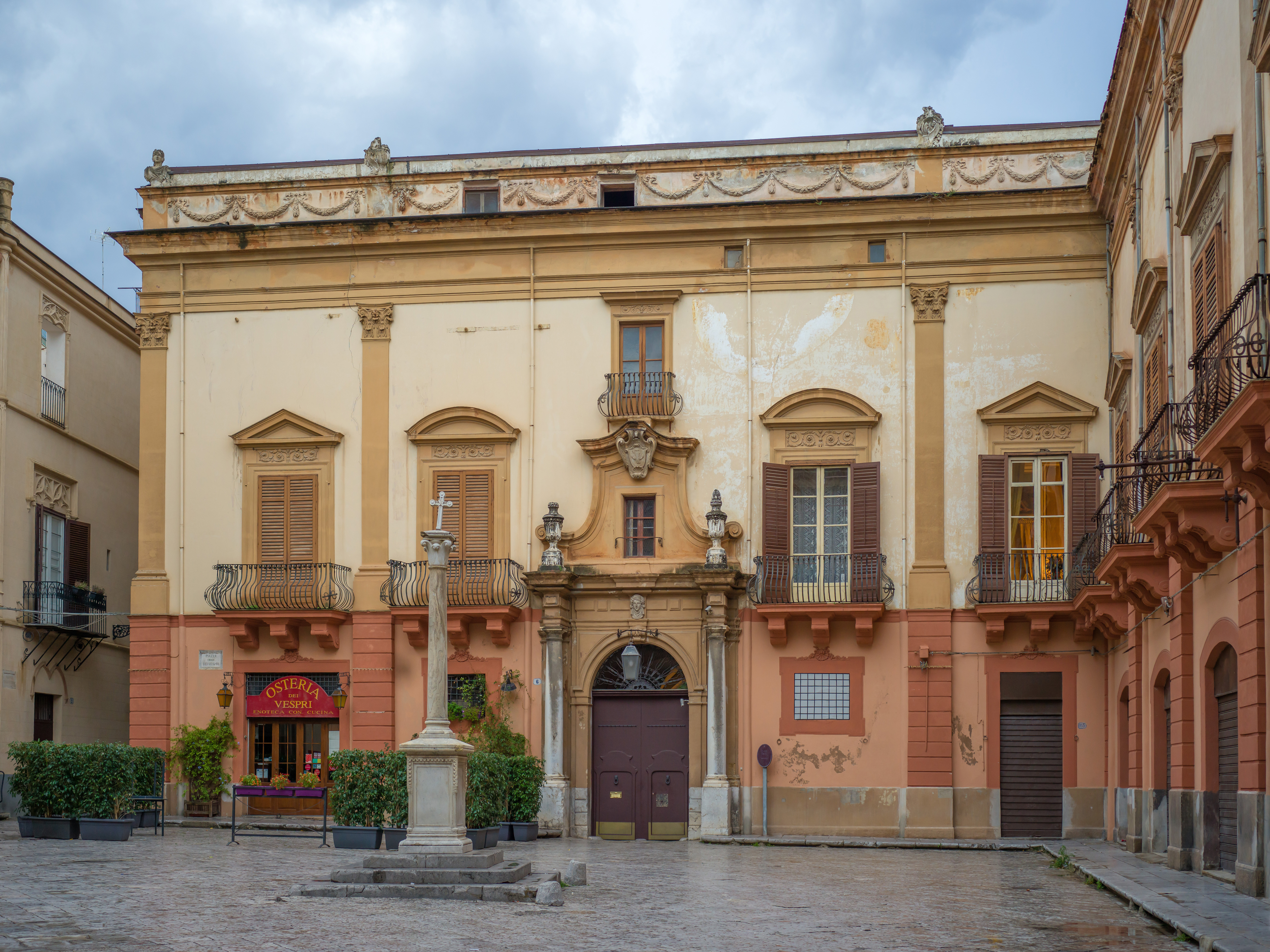
Palazzo Gangi-Valguarnera